# Episodi di Waking the Dead (sesta stagione)
La sesta stagione della serie televisiva Waking the Dead è stata trasmessa nel Regno Unito nel 2007.
In Italia è andata in onda in prima visione assoluta su Giallo dal 9 settembre al 14 ottobre 2013.
| Nº | Titolo originale        | Titolo italiano              | Prima TV UK      | Prima TV Italia   |
| -- | ----------------------- | ---------------------------- | ---------------- | ----------------- |
| 1  | Wren Boys, Part 1       | Ragazzi scricciolo - parte 1 | 7 gennaio 2007   | 9 settembre 2013  |
| 2  | Wren Boys, Part 2       | Ragazzi scricciolo - parte 2 | 8 gennaio 2007   | 9 settembre 2013  |
| 3  | Deus Ex Machina, Part 1 | Deus Ex Machina - parte 1    | 14 gennaio 2007  | 16 settembre 2013 |
| 4  | Deus Ex Machina, Part 2 | Deus Ex Machina - parte 2    | 15 gennaio 2007  | 16 settembre 2013 |
| 5  | The Fall, Part 1        | Adamo ed Eva - parte 1       | 21 gennaio 2007  | 23 settembre 2013 |
| 6  | The Fall, Part 2        | Adamo ed Eva - parte2        | 22 gennaio 2007  | 23 settembre 2013 |
| 7  | Mask of Sanity, Part 1  | Infanzia difficile - parte 1 | 28 gennaio 2007  | 30 settembre 2013 |
| 8  | Mask of Sanity, Part 2  | Infanzia difficile - parte 2 | 29 gennaio 2007  | 30 settembre 2013 |
| 9  | Double Bind, Part 1     | Doppio legame - parte 1      | 4 febbraio 2007  | 7 ottobre 2013    |
| 10 | Double Bind, Part 2     | Doppio legame - parte 2      | 5 febbraio 2007  | 7 ottobre 2013    |
| 11 | Yahrzeit, Part 1        | Il pugnale - parte 1         | 18 febbraio 2007 | 14 ottobre 2013   |
| 12 | Yahrzeit, Part 2        | Il pugnale - parte 2         | 19 febbraio 2007 | 14 ottobre 2013   |